# Aplodactylus punctatus
Aplodactylus punctatus är en fiskart som beskrevs av Achille Valenciennes 1832. Aplodactylus punctatus ingår i släktet Aplodactylus och familjen Aplodactylidae. Inga underarter finns listade i Catalogue of Life.